# UEFA Youth League 2020-2021
La UEFA Youth League 2020-2021 doveva essere l'ottava edizione della UEFA Youth League, competizione giovanile europea di calcio organizzata dall'UEFA.
A causa della pandemia di COVID-19, il 17 febbraio 2021 la UEFA ha annunciato la cancellazione del torneo. Per la stessa ragione, il format della competizione era già stato cambiato: le partecipanti si sarebbero affrontate in gara unica ad eliminazione diretta, a partire dai trentaduesimi di finale.

## Restrizioni rose
Potevano essere registrati giocatori nati a partire dal 1º gennaio 2002 in avanti, con un massimo di cinque giocatori per squadra nati tra il 1º gennaio e il 31 dicembre 2001 e tre di questi utilizzabili per ogni partita.

## Date
Il programma della competizione era il seguente, prima che la UEFA cancellasse l'edizione. Tutti i sorteggi si sarebbero svolti a Nyon, in Svizzera. Il torneo originariamente avrebbe dovuto iniziare nel settembre 2020 ma era stato inizialmente rinviato all'ottobre 2020 a causa della pandemia di COVID-19, che aveva prodotto lo slittamento della fase a gironi della UEFA Champions League 2020-2021. Successivamente, sempre a causa della pandemia di COVID-19, il 24 settembre 2020 la UEFA aveva deciso di cambiare il format: le squadre del percorso UEFA Champions League non avrebbero disputato la fase a gironi e quelle del percorso Campioni nazionali non si sarebbero affrontate in doppie sfide ad eliminazione diretta, ma tutte le squadre avrebbero disputato una fase eliminazione diretta in gara unica a partire dai trentaduesimi di finale.
| Turno                   | Sorteggio       | Date                                       |
| ----------------------- | --------------- | ------------------------------------------ |
| Trentaduesimi di finale | 27 gennaio 2021 | 2-3 marzo 2021                             |
| Sedicesimi di finale    | 12 marzo 2021   | 6-7 aprile 2021                            |
| Ottavi di finale        | 12 marzo 2021   | 20-21 aprile 2021                          |
| Quarti di finale        | 12 marzo 2021   | 4-5 maggio 2021                            |
| Semifinali              | 12 marzo 2021   | 17 maggio 2021 allo Stadio Colovray (Nyon) |
| Finale                  | 12 marzo 2021   | 20 maggio 2021 allo Stadio Colovray (Nyon) |

## Trentaduesimi di finale
Gli incontri dei trentaduesimi di finale si sarebbero giocati il 2 e 3 marzo 2021. A causa della pandemia di COVID-19, il 17 febbraio 2021 la UEFA ha annunciato la cancellazione del torneo.
| Squadra 1                      | Risultato                      | Squadra 2                      |
| Percorso UEFA Champions League | Percorso UEFA Champions League | Percorso UEFA Champions League |
| ------------------------------ | ------------------------------ | ------------------------------ |
| Olympiacos                     | -                              | Manchester City                |
| Inter                          | -                              | Bayern Monaco                  |
| Siviglia                       | -                              | Paris Saint-Germain            |
| Šachtar                        | -                              | Porto                          |
| Ajax                           | -                              | Krasnodar                      |
| Manchester Utd                 | -                              | Real Madrid                    |
| İstanbul Başakşehir            | -                              | Club Bruges                    |
| Atalanta                       | -                              | RB Lipsia                      |
| Zenit San Pietroburgo          | -                              | Rennes                         |
| Juventus                       | -                              | Borussia Dortmund              |
| Midtjylland                    | -                              | Atlético Madrid                |
| Chelsea                        | -                              | Salisburgo                     |
| Liverpool                      | -                              | Olympique Marsiglia            |
| Dinamo Kiev                    | -                              | Barcellona                     |
| Lokomotiv Mosca                | -                              | Ferencváros                    |
| Borussia M'gladbach            | -                              | Lazio                          |
| Percorso Campioni nazionali    |                                |                                |
| Górnik Zabrze                  | -                              | PAOK                           |
| Olimpia Lubiana                | -                              | Celta Vigo                     |
| APOEL                          | -                              | Viitorul Costanza              |
| Apolonia Fier                  | -                              | Győri ETO                      |
| Dinamo Zagabria                | -                              | Rosenborg                      |
| Hammarby                       | -                              | Waterford                      |
| Galatasaray                    | -                              | AZ Alkmaar                     |
| Rangers                        | -                              | Colonia                        |
| Angers                         | -                              | Stella Rossa                   |
| Genk                           | -                              | Žilina                         |
| Sparta Praga                   | -                              | Benfica                        |
| Basilea                        | -                              | Odense                         |
| Sheriff Tiraspol               | -                              | Qairat                         |
| Čertanovo                      | -                              | Maccabi Haifa                  |
| Dinamo Minsk                   | -                              | Ludogorec                      |
| Škendija                       | -                              | Qəbələ                         |

## Sedicesimi di finale
Gli incontri dei sedicesimi di finale si sarebbero giocati il 6 e 7 aprile 2021. A causa della pandemia di COVID-19, il 17 febbraio 2021 la UEFA ha annunciato la cancellazione del torneo.

## Ottavi di finale
Gli incontri degli ottavi di finale si sarebbero giocati il 20 e 21 aprile 2021. A causa della pandemia di COVID-19, il 17 febbraio 2021 la UEFA ha annunciato la cancellazione del torneo.

## Quarti di finale
Gli incontri dei quarti di finale si sarebbero giocati il 4 e 5 maggio 2021. A causa della pandemia di COVID-19, il 17 febbraio 2021 la UEFA ha annunciato la cancellazione del torneo.

## Semifinali
Gli incontri delle semifinali si sarebbero giocati il 17 maggio 2021 allo Stadio Colovray di Nyon. A causa della pandemia di COVID-19, il 17 febbraio 2021 la UEFA ha annunciato la cancellazione del torneo.

## Finale
La finale si sarebbe giocata il 20 maggio 2021 allo Stadio Colovray di Nyon. A causa della pandemia di COVID-19, il 17 febbraio 2021 la UEFA ha annunciato la cancellazione del torneo.